# Уискассет (город)
Уискассет (англ. Wiscasset) — небольшой город (таун) в округе Линкольн, штат Мэн, США. Является административным центром округа. Согласно данным переписи населения США 2010 года, население города составляет 3732 человек.

## История
В 1605 году, во время своего плавания вдоль атлантического побережья Северной Америки, в этих местах совершил высадку на берег французский путешественник Самюель де Шамплен. Английское поселение возникло через 40 лет после этого события, но было покинуто во время Войны Короля Филипа (1675—1678). Портовый посёлок вновь возродился после 1730 года. 13 февраля 1760 года населённый пункт получил самоуправление и название Паунэллборо, в честь Томаса Паунэлла (1722—1805), британского колониального государственного деятеля. Своё современное название город получил в 1802 году.

В XIX веке основными источниками благосостояния Уисскасета были рыболовство, кораблестроение и производство лесоматериалов.

## География
Город находится в юго-западной части штата, на правом берегу реки Шипскот, на расстоянии приблизительно 30 километров к юго-юго-востоку (SSE) от Огасты, административного центра штата. Абсолютная высота — 0 метров над уровнем моря.

Согласно данным бюро переписи населения США, площадь территории города составляет 71,64 км², из которых, 63,79 км² приходится на сушу и 7,85 км² (то есть 10,96 %) на водную поверхность.

Климат Уискассета влажный континентальный (Dfb в классификации климатов Кёппена), с морозной, снежной зимой и теплым летом.

## Демография
По данным переписи населения 2010 года в Уискассете проживало 3732 человека (1888 мужчин и 1844 женщины), 933 семьи, насчитывалось 1520 домашних хозяйств и 1782 единицы жилого фонда. Средняя плотность населения составляла около 58,5 человека на один квадратный километр.
Расовый состав города по данным переписи распределился следующим образом: 96,78 % — белые, 0,48 % — афроамериканцы, 0,38 % — коренные жители США, 0,86 % — азиаты, 0,05 % — представители других рас, 1,45 % — две и более расы. Число испаноязычных жителей любых рас составило 1,05 %.

Из 1520 домашних хозяйств в 27,8 % — воспитывали детей в возрасте до 18 лет, 49,1 % представляли собой совместно проживающие супружеские пары, в 10,9 % семей женщины проживали без мужей, в 5,3 % семей мужчины проживали без жён, 34,7 % не имели семьи. 28,1 % от общего числа семей на момент переписи жили самостоятельно, при этом 11,4 % составили одинокие пожилые люди в возрасте 65 лет и старше. Средний размер домашнего хозяйства составил 2,32 человека, а средний размер семьи — 2,79 человека.

Население города по возрастному диапазону по данным переписи 2010 года распределилось следующим образом: 19,7 % — жители младше 18 лет, 8,8 % — между 18 и 24 годами, 24,1 % — от 25 до 44 лет, 31,1 % — от 45 до 64 лет и 16,4 % — в возрасте 65 лет и старше. Средний возраст жителей составил 43,5 года.